# Андрей Рублёв
Андре́й Рублёв (около 1360 — 17 октября 1428 или 29 января 1430, Москва) — русский иконописец московской школы иконописи, книжной и монументальной живописи XV века. Канонизирован Русской православной церковью в лике преподобных.

## Биография
Биографические сведения о Рублёве крайне скудны: скорее всего, родился он в Московском княжестве (по другим сведениям — в Великом Новгороде), вероятно, в конце 1340-х годов, но не позднее 1370 года. Из-за прозвища «Рублёв» (от слова «рубель» — инструмент для накатки кож) предполагают, что он мог происходить из ремесленной семьи. Монашеский постриг принял, вероятно, незадолго до 1405 года в Андрониковом монастыре при Андронике Московском с именем Андрей; мирское имя неизвестно (скорее всего, по существовавшей в то время традиции, оно тоже начиналось на «А»). Сохранилась икона, подписанная «Андрей Иванов сын Рублёв»; она поздняя, и подпись явно поддельная, но, возможно, является косвенным свидетельством того, что отца художника действительно звали Иваном.

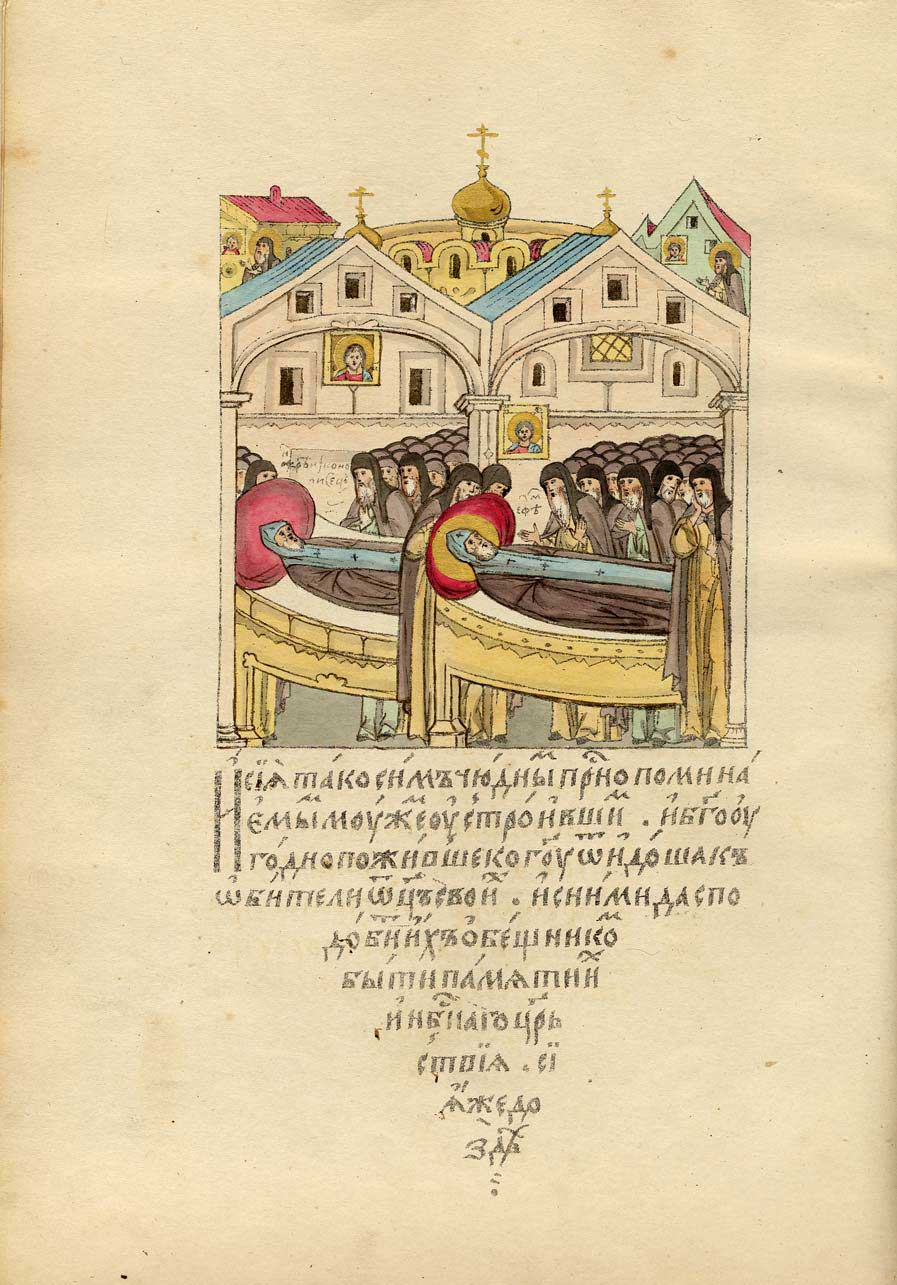
Смерть Андрея Рублёва

Творчество Рублёва сложилось на почве художественных традиций Московского княжества; он был хорошо знаком также со славянским художественным опытом. Первое упоминание об Андрее в летописи появилось только в 1405 году; оно свидетельствовало, что Феофаном Греком, Прохором-старцем и чернецом (монахом) Андреем Рублёвым был расписан Благовещенский собор в Московском Кремле. В перечне имён в летописи он назван последним, то есть он был младшим. Второй раз в летописи Андрей упоминается в 1408 году, когда он делал росписи с Даниилом Чёрным в Успенском соборе во Владимире. Прошло всего три года, а у Андрея уже появились помощники и ученики, к тому времени у Андрея уже полностью сформировался свой индивидуальный стиль. В 1420-х годах Андрей упоминается в третий раз: с Даниилом Чёрным он руководил работами в Троицком соборе Троице-Сергиева монастыря. Эти росписи не сохранились. В 1411 или 1425—1427 годах он создал свой шедевр — «Троицу».
Рублёв скончался во время морового поветрия 17 октября 1428 года или 29 января 1430 года в Москве, в Андрониковом монастыре, где весной 1428 года выполнил свою четвёртую известную по летописям работу — фрески Спасского собора. Похоронен возле колокольни в Андрониковом монастыре (Спасский собор). В 2003 году археологическими раскопками под алтарём Спасского собора были обнаружены останки, которые, по мнению принимавших участие в работе ученых и экспертов, с большой вероятностью являются останками Андрея Рублёва и Даниила Чёрного. После исследований и консервации они были помещены в ковчеги и перенесены в алтарь Спасского собора.

## Творчество

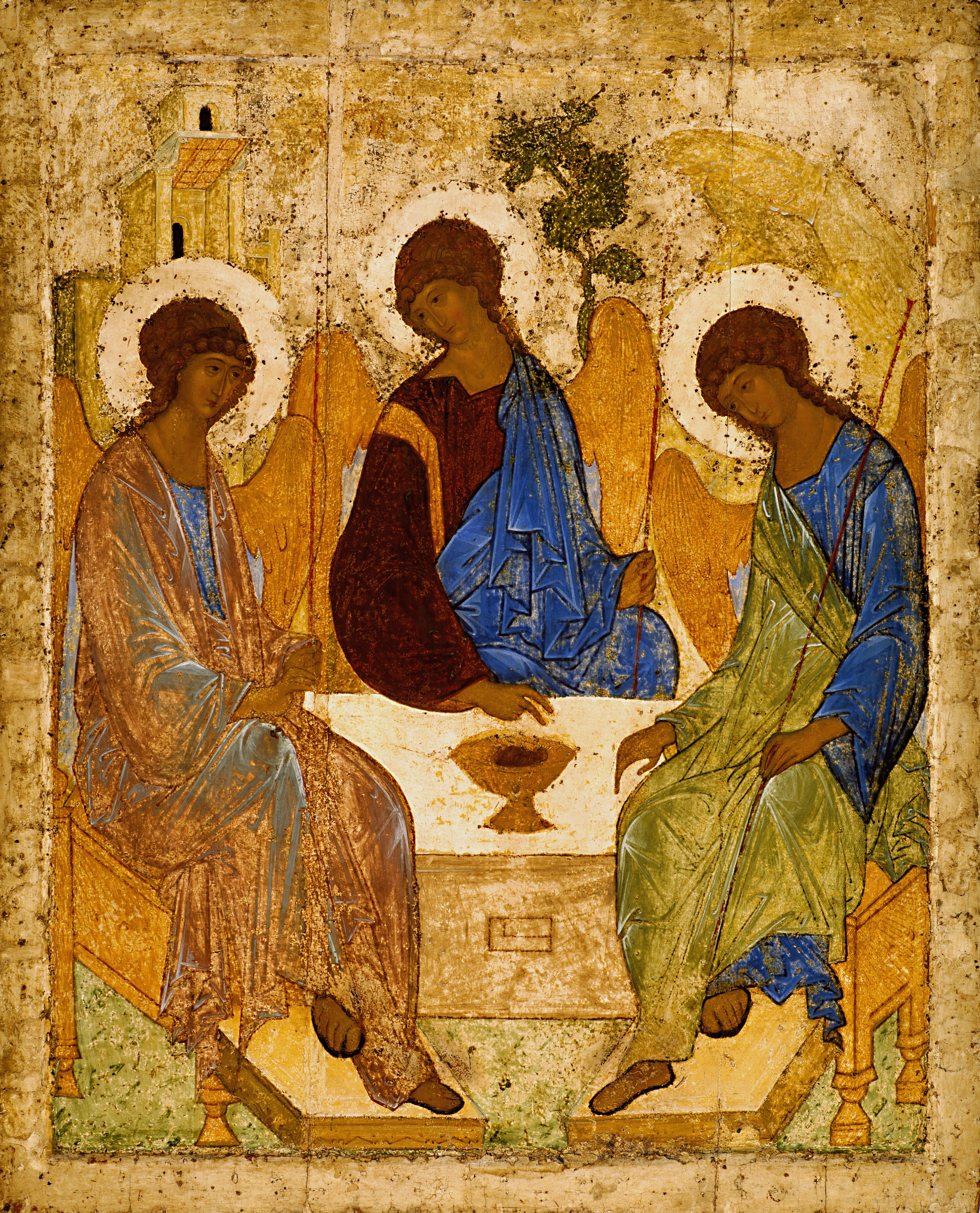
Троица, Троицкий собор Троице-Сергиевой лавры, Сергиев-Посад, 1411

На формирование мировоззрения Рублёва большое влияние оказала атмосфера культурного подъёма 2-й половины XIV — начала XV века, для которого характерен глубокий интерес к нравственным и духовным проблемам. В своих произведениях в рамках средневековой иконографии Рублёв воплотил новое, возвышенное понимание духовной красоты и нравственной силы человека. Творчество Рублёва является одной из вершин русской и мировой культуры. В 1405 году Андрей Рублёв вместе с Феофаном Греком и Прохором из Городца расписывал стены Благовещенского собора в Московском Кремле.
В 1408 году Рублёв совместно с Даниилом Чёрным и другими мастерами создал свою единственно точно датированную и вдобавок сохранившуюся работу — фрески Успенского собора во Владимире (роспись сохранилась частично). Из фресок Рублёва в Успенском соборе наиболее значительна композиция «Страшный суд», где традиционно грозная сцена превратилась в светлый праздник торжества справедливости, утверждающий духовную ценность человека. Работы Рублёва во Владимире свидетельствуют, что уже в это время он был зрелым мастером, стоявшим во главе созданной им школы живописи.
В 1425—1427 годах Рублёв, как свидетельствуют летописи, совместно с Даниилом Чёрным и другими мастерами расписал Троицкий собор Троице-Сергиева монастыря и создал иконы его иконостаса. Фрески не сохранились, но сохранились иконы, считающиеся по большей части работой артели; они выполнены в различных манерах и неравноценны по художественным качествам. Вероятно, именно в этот иконостас входила икона «Святая Троица» — его единственно безусловная сохранившаяся работа Андрея Рублёва в жанре иконописи. Традиционный библейский сюжет Рублёв наполнил глубоким богословским содержанием.
Большинство исследователей согласны с тем, что им, скорее всего, написана «Владимирская Богоматерь» (около 1408, Успенский собор, Владимир) и часть миниатюр «Евангелия Хитрово» (около 1395 года, Российская государственная библиотека, Москва).
Прочие иконы и фрески, приписывавшиеся на протяжении XX века кисти Андрея Рублёва, в настоящее время большинство исследователей считает работой школы (артели) или даже просто современников мастера.

## Канонизация
Поместным собором Русской православной церкви в 1988 году канонизирован в лике преподобных святых.
По православному календарю, память святому совершается три раза в год:
- 4 (17) июля — преставление преподобного Андрея (Рублёва) Московского, иконописца (1428; служба без знака).
- 6 (19) июля — память преподобного Андрея (Рублёва) Московского в Соборе Радонежских святых.
- В неделю перед 26 августа (8 сентября) — память преподобного Андрея (Рублёва) Московского в Соборе Московских святых.

Тропарь, глас 3

Бжⷭ҇твеннагѡ свѣ́та лꙋча́ми ѡ҆блиста́емый, ꙳ прпⷣбне а҆ндре́е, ꙳ хрⷭ҇та̀ позна́лъ є҆сѝ бж҃їю премⷣрость и҆ си́лꙋ, ꙳ и҆ і҆кѡ́ною ст҃ы́ѧ трⷪ҇цы всемꙋ̀ мі́рꙋ проповѣ́далъ є҆сѝ ꙳ є҆ди́нство во ст҃ѣ́й трⷪ҇цѣ. ꙳ мы̀ же со ᲂу҆дивле́нїемъ и҆ ра́достїю вопїе́мъ тѝ: ꙳ и҆мѣ́ѧй дерзнове́нїе ко прест҃ѣ́й трⷪ҇цѣ ꙳꙳ молѝ просвѣти́ти дꙋ́шы на́шѧ.

Кондак, глас 8

Ѿ ю҆́ности къ бжⷭ҇твеннѣй красотѣ̀ ᲂу҆стремлѧ́ѧсѧ, ꙳ чꙋ́дный і҆кѡнопи́сецъ въ землѣ̀ рѡссі́йстѣй бы́лъ є҆сѝ, ꙳ и҆ бг҃онѡ́снымъ твои́мъ ᲂу҆чи́телємъ поревнова́въ, ꙳ сїѧ́нїемъ добродѣ́телей ᲂу҆кра́силсѧ є҆сѝ, прпⷣбне а҆ндре́е, ꙳꙳ тѣ́мже и҆ ꙗ҆ви́сѧ цр҃кве на́шеѧ похвала̀ и҆ ра́дованїе.

## Память
- В 1947 году в Спасо-Андрониковом монастыре учреждён заповедник, с 1985 года — Центральный музей древнерусской культуры и искусства имени Андрея Рублёва.
- Перед главным входом в музей имени Рублёва установлен памятник Андрею Рублёву работы скульптора Олега Комова.
- В городе Городце Нижегородской области имя Андрея Рублёва с 1964 года носит одна из улиц в старой части города. Сегодня она — часть Музейного квартала Городца, место пешеходных экскурсий и городских фестивалей. Улицы Андрея Рублёва есть в Звенигороде, Брянске, Новосибирске, Уфе.
- В честь Андрея Рублёва назван кратер на Меркурии и открытый в 1975 году советским астрономом Л. И. Черных астероид (2457) Рублёв.
- «Андрей Рублёв» («Страсти по Андрею») — фильм Андрея Тарковского.
- Скульптура Андрея Рублёва на фронтоне Омской государственной библиотеки (скульптор Василий Трохимчук).
- Научно-популярный фильм «Андрей Рублёв», снятый в 1987 году киностудией «Леннаучфильм» (режиссёр Л. Никитина, оператор В. Петров).
- Балет «Андрей Рублёв», написанный для Астраханского государственного театра оперы и балета (музыка Валерия Кикты, режиссёр Константин Уральский)[16].
- В Западном административном округе Москвы строится храм в честь Андрея Рублёва[17]
- В честь Андрея Рублёва назван один из самолётов авиакомпании «Аэрофлот — Российские авиалинии» — Airbus A320 VP-BTJ[18].
- «Андрей Рублев, инок» — исторический роман Натальи Иртениной (2014)
- Андрей Рублёв упоминается в фильме «Фея», снятом в 2020 году Анной Меликян.

Во Владимире памятник Андрею Рублёву расположен перед входом в парк имени Пушкина. Это последняя работа скульптора Олега Комова
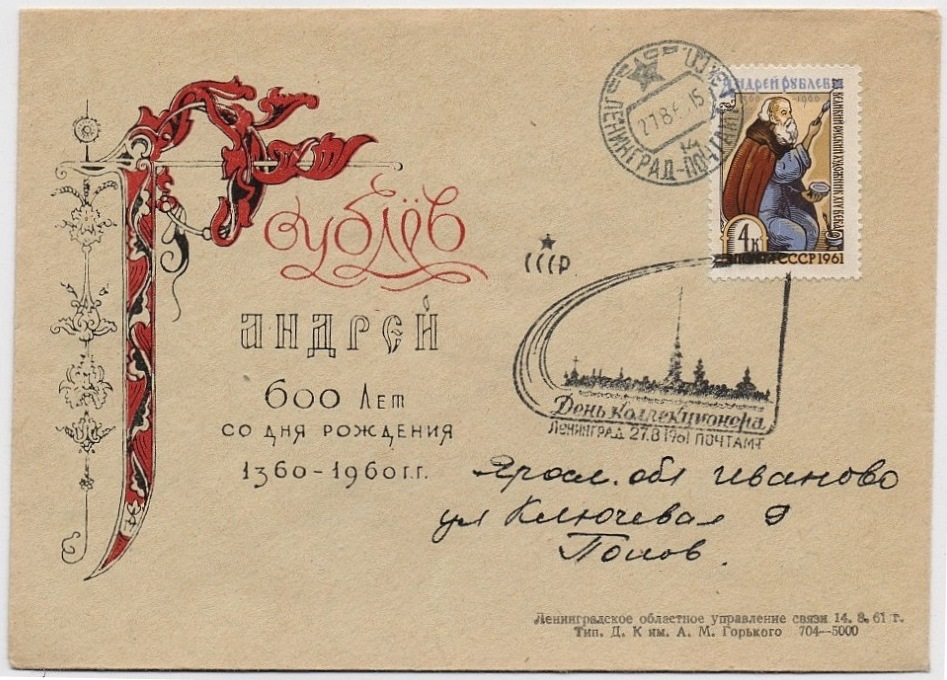
Конверт первого дня
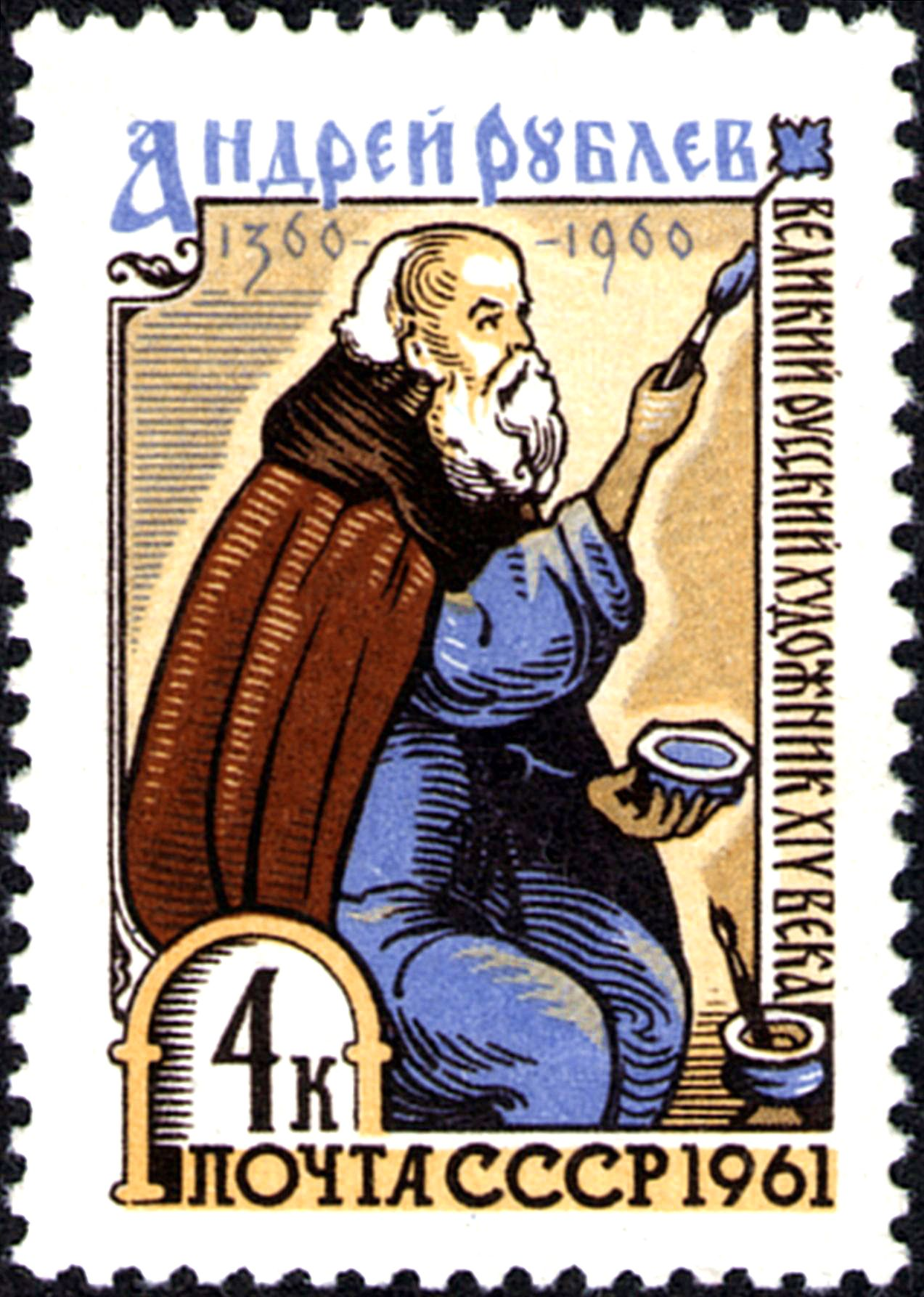
В 1961 году была выпущена почтовая марка СССР, посвящённая Андрею Рублёву
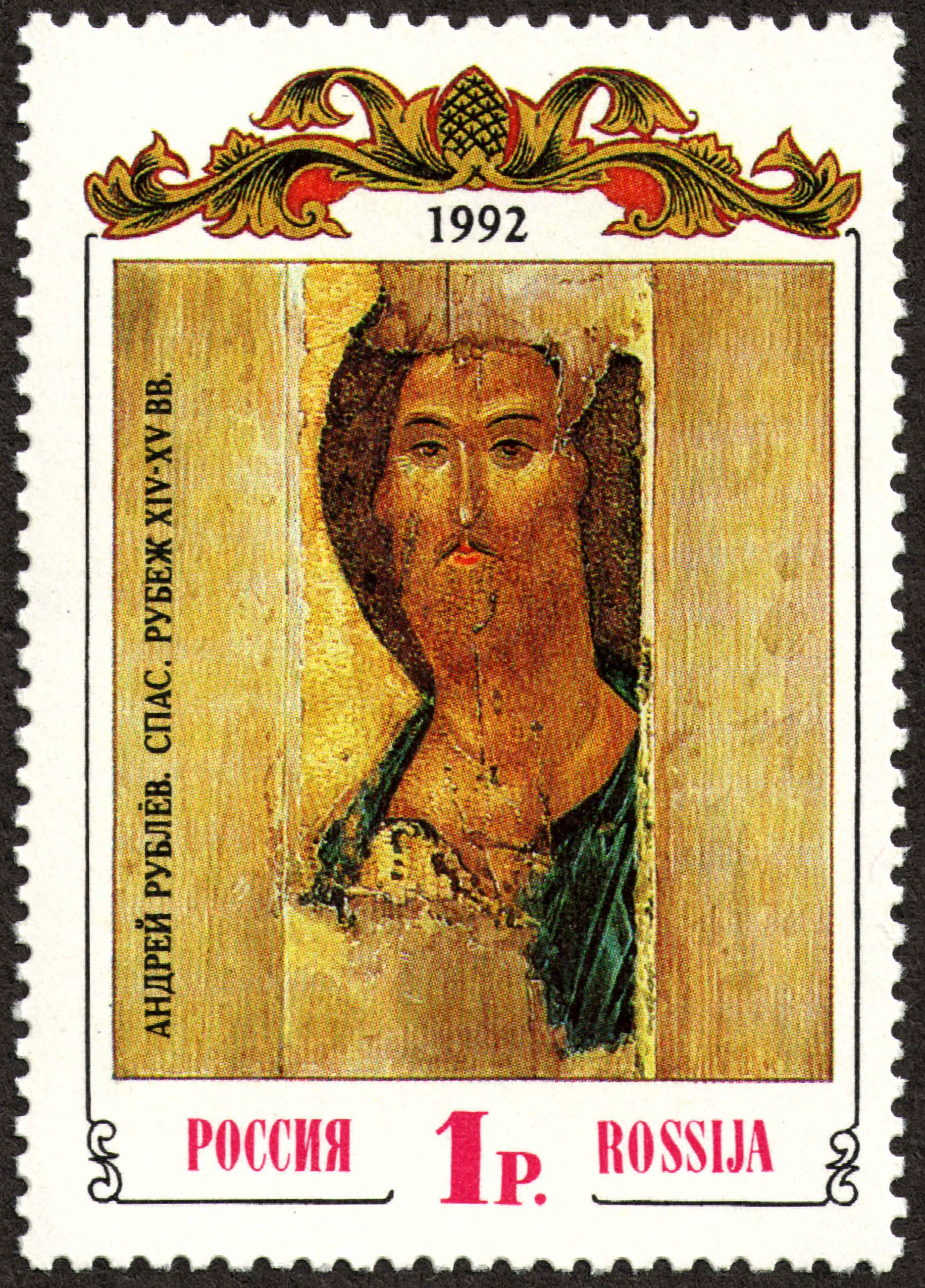
«Спас» на почтовой марке 1992 года
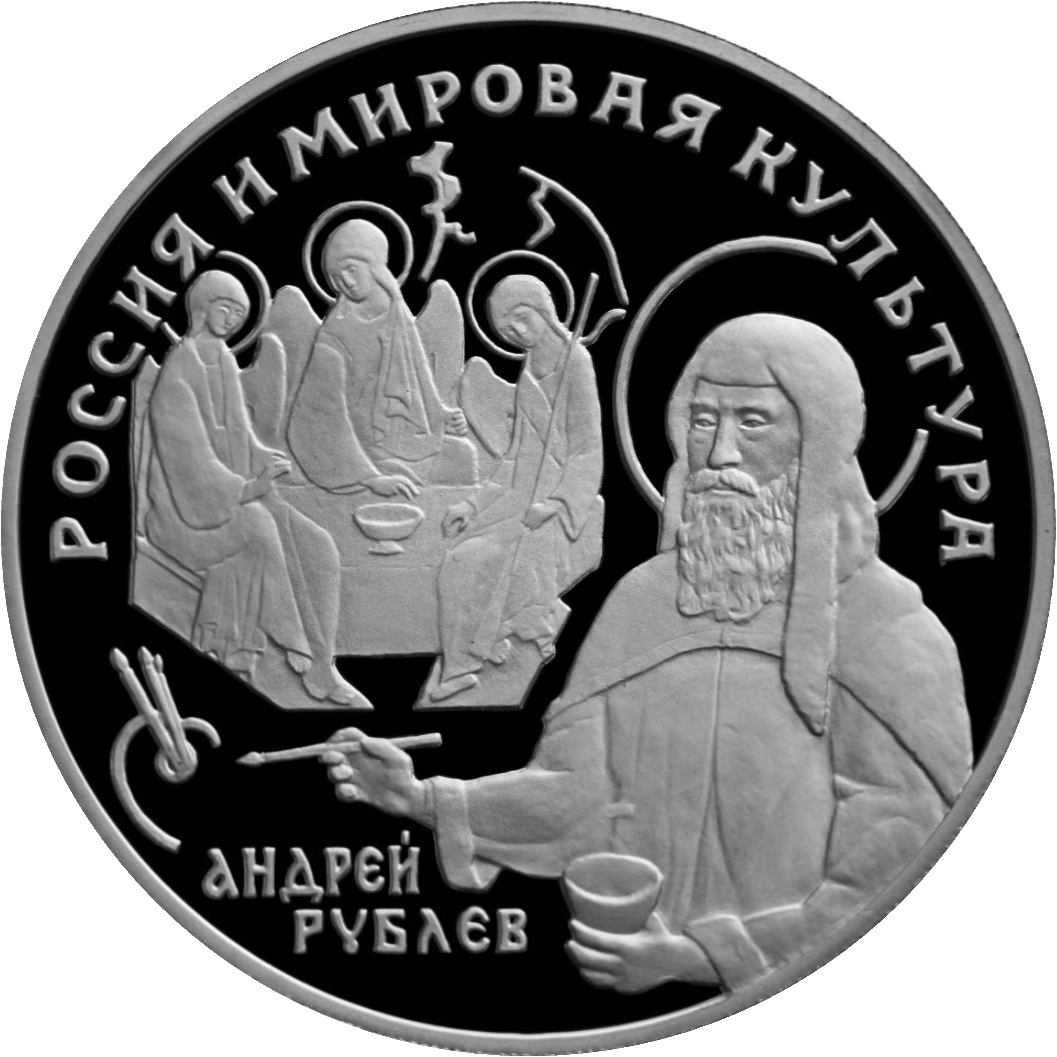
Андрей Рублёв — серия памятных монет Банка России